# Kamion (gromada w powiecie skierniewickim)
Kamion – dawna gromada, czyli najmniejsza jednostka podziału terytorialnego Polskiej Rzeczypospolitej Ludowej w latach 1954–1972.
Gromady, z gromadzkimi radami narodowymi (GRN) jako organami władzy najniższego stopnia na wsi, funkcjonowały od reformy reorganizującej administrację wiejską przeprowadzonej jesienią 1954 do momentu ich zniesienia z dniem 1 stycznia 1973, tym samym wypierając organizację gminną w latach 1954–1972.
Gromadę Kamion siedzibą GRN w Kamionie utworzono – jako jedną z 8759 gromad na obszarze Polski – w powiecie skierniewickim w woj. łódzkim, na mocy uchwały nr 39/54 WRN w Łodzi z dnia 4 października 1954. W skład jednostki weszły obszary dotychczasowych gromad Kamion, Karolinów Nowy, Karolinów Stary, Prandotów i Suliszew ze zniesionej gminy Kawenczyn Nowy oraz obszar dotychczasowej gromady Pamiętna i serwituty wsi Miedniewice z dotychczasowej gromady Miedniewice ze zniesionej gminy Skierniewka w tymże powiecie. Dla gromady ustalono 16 członków gromadzkiej rady narodowej.
W 1957 roku (grudzień) gromadzka rada narodowa składała się z 15 16 członków.
1 stycznia 1959 do gromady Kamion przyłączono wieś i parcelację Lisowola, wieś Wycześniak, wieś Wincentów, wieś Patoki i parcelację Wycześniak-Żerań ze zniesionej gromady Lisowola.
1 stycznia 1970 do gromady Kamion z miasta Skierniewice przyłączono grunty orne o powierzchni 159,34 ha, położone w południowo-wschodniej części miasta.
Gromada przetrwała do końca 1972 roku, czyli do kolejnej reformy gminnej.